# Росагер, Клара
Клара Росагер (дат. Clara Rosager, род. 2 или 11 ноября 1996, Копенгаген) — датская актриса и бывшая фотомодель, номинант на национальные кинопремии «Роберт» и «Бодиль».

## Биография
Родилась в семье психотерапевта Лизетты и тренера по карате Хенрика, росла в Копенгагене и Нестведе. Первый актёрский опыт приобрела в возрасте восьми лет на сцене местного театра. В четырнадцатилетнем возрасте начала модельную карьеру, пройдя отбор для рекламной фотосессии Abercrombie & Fitch.
Окончив девятый класс, поступила в частную школу актёрского мастерства «Офелия» (дат. Skuespillerskolen Ophelia), но после первого курса оставила обучение, временно сосредоточившись на работе штатной моделью и путешествиях: «Я никогда не была моделью высокой моды, но у меня была, если можно так выразиться, довольно коммерчески успешная модельная карьера в амплуа „девушки по соседству“, и пока это продолжалось, всё было хорошо».
В двадцатилетнем возрасте К. Росагер приняла окончательное решение сосредоточиться на актёрском ремесле и попросила модельное агентство удалить её анкету с официального сайта. Дебютировала в кино в молодёжном фильме Барбары Топсеэ-Ротенборг «Раз-два-три — вперёд!» (2016), исполнив роль больной раком девушки, которая влюбляется и сталкивается с несколькими экзистенциальными дилеммами.
Прорывом для актрисы стала историческая драма Михаэля Ноера «Пока не наступили холода», вышедшая на экраны в 2018 году. За исполнение роли Сигне, дочери овдовевшего и стареющего фермера Йенса (Йеспер Кристенсен), К. Росагер была номинирована на национальные кинопремии «Роберт» (в категории «Лучшая актриса в главной роли») и «Бодиль» (в категории «Лучшая женская роль второго плана»). Американский журнал The Hollywood Reporter в рецензии на фильм подчеркнул, что актриса «запоминается в образе молодой женщины, вынужденной принять свою крайне ограниченную роль в [патриархальном] обществе».
В январе 2019 года было объявлено о присоединении К. Росагер к актёрскому ансамблю фильма Филиппы Лоуторп «Мисс Плохое поведение». В этом фильме датчанке была отведена роль конкретного исторического персонажа — Маржори Кристель Юханссон, Мисс Швеция 1970 года.
Параллельно актриса также была задействована во втором и третьем сезонах (2019—2020) сериала Netflix «Дождь», действие которого разворачивается в постапокалиптической Скандинавии.
В 2022 году состоялась премьера исторического фильма Билле Аугуста «Поцелуй», снятого по мотивам романа Стефана Цвейга «Нетерпение сердца». В этом фильме К. Росагер исполнила роль Эдит — дочери богатого землевладельца (Ларс Миккельсен), покалеченной вследствие падения с лошади. В рецензии на ленту Б. Аугуста российский журнал «Сеанс» в качестве несомненного достоинства фильма выделил актёрские работы, а по поводу исполнительницы главной роли отдельно отметил, что К. Росагер «беспокойством огромных глаз» напоминает Настасью Кински.

## Фильмография
| Год       |     | Русское название              | Оригинальное название             | Роль                                   |
| --------- | --- | ----------------------------- | --------------------------------- | -------------------------------------- |
| 2016      | ф   | Раз-два-три — вперёд!         | En-to-tre-nu!                     | Сесилия                                |
| 2016      | ф   | Дорога в Сибирь               | Vejen til Sibirien                | Эмма                                   |
| 2018      | ф   | Пока не наступили холода      | Før frosten                       | Сигне                                  |
| 2018      | ф   | Мистериум. Журнал 64          | Journal 64                        | Рита                                   |
| 2019      | с   | Наедине                       | Forhøret                          | Никки                                  |
| 2019—2020 | с   | Дождь                         | The Rain                          | Сара                                   |
| 2020      | ф   | Мисс Плохое поведение         | Misbehaviour                      | Маржори Кристель Юханссон, Мисс Швеция |
| 2020      | кор | Повёрнутый                    | Turned                            | Вероника                               |
| 2021      | с   | 2 дня                         | 2 Døgn                            | Мелина                                 |
| 2022      | ф   | Морбиус                       | Morbius                           | Жан (в пабе)                           |
| 2022      | с   | Дьяволы                       | Devils                            | Надя Войчик                            |
| 2022      | ф   | Поцелуй                       | Kisset                            | Эдит                                   |
| 2022      | с   | 1899                          | 1899                              | Туве                                   |
| 2023      | с   | Тот, кто убивает — Узник тьмы | Den som dræber - Fanget af mørket | Альберта Хвильстед                     |

## Номинации
| Год  | Премия   | Номинация                         | Фильм                      | Результат |
| ---- | -------- | --------------------------------- | -------------------------- | --------- |
| 2020 | «Роберт» | Лучшая актриса в главной роли     | «Пока не наступили холода» | Номинация |
| 2020 | «Бодиль» | Лучшая женская роль второго плана | «Пока не наступили холода» | Номинация |